# Quarterly of Applied Mathematics
Quarterly of Applied Mathematics is een internationaal, aan collegiale toetsing onderworpen wetenschappelijk tijdschrift op het gebied van de toegepaste wiskunde.
De naam wordt in literatuurverwijzingen meestal afgekort tot Q. Appl. Math.
Het tijdschrift is opgericht in 1943 en wordt uitgegeven door de American Mathematical Society namens Brown University.